# Armando Maçanita
Armando da Silva Maçanita (Portimão, 16 de Junho de 1917 - Portimão, 17 de Novembro de 2005) foi um militar português.

## Guerra Colonial
Notibilou-se nas décadas de 60 e 70 na Guerra Colonial em Angola, com especial destaque para a reocupação, em 1961, da vila de Nambuangongo considerada, na altura, um baluarte emblemático de grande valor estratégico.
Maçanita aposentou-se do exército no posto de Coronel.
A 2 de janeiro de 1954, foi agraciado com o grau de Oficial da Ordem Militar de Avis. A 30 de junho de 1973, foi agraciado com o grau de Comendador da Ordem Militar de Avis.